# 별 (가수)
별(본명: 김고은, 1983년 10월 22일 ~ )은 대한민국의 가수이다.

## 학력
- 부춘초등학교 (졸업)
- 서산여자중학교 (졸업)
- 서일고등학교 (전학) → 창덕여자고등학교 (졸업)
- 동덕여자대학교 실용음악학과 (졸업)

## 생애
충청남도 서산시 출신으로 초등학교 5학년 때(1994년) KBS 1TV 전국노래자랑에 출연해 인기상을 얻었고, 2000년에는 박진영의 팬미팅 도중 장기자랑에 나가 노래를 부른 것을 본 박진영의 눈에 띄어 JYP 엔터테인먼트 소속으로 데뷔하였으나, 현재는 소속사를 옮겨 ‘콴 엔터테인먼트’에서 활동하고 있다. 2012년 8월 하하와 결혼 발표 후, 9월 혼인신고를 했으며 같은 해 11월에 결혼식을 올렸다. 슬하에 2남 1녀가 있다.

## 발매 앨범
| - 2002년 1집 《12월 32일》 - 2005년 2집 《2별》 - 2006년 3집 《눈물샘》 - 2007년 4집 《Her story》 - 2009년 5집 《Like A Star - Primary》 - 2008년 시리즈 앨범 1st. 《Like A Star - Showcase》 - 2008년 시리즈 앨범 2nd. 《Like A Star - Bikini》 - 2009년 시리즈 앨범 3rd. 《Like A Star - Primary》 - 2010년 《Identity (EP)(1st Mini Album)》 - 2007년 《Special Single Album》 - 2008년 《The Best》 - 2006년 《물풍선 (Digital Single)》 - 2008년 《창문을 열어놓고 (All Star 2집 Vol.2) (Digital Single)》 | - 2007년 《KIM DONG WAN IS》 - 2007년 《KIM DONG WAN IS》[REPACKAGE] - 2008년 《ANDY THE FIRST NEW DREAM》 - 2008년 《ANDY THE FIRST PROPOSE》[REPACKAGE] - 2008년 《NATURAL SPECIAL》 |

## 앨범 수록곡
| - 2002년 1집 《12월 32일》 1. 12월 32일 2. 왜모르니 3. 별의 자리 4. 여기까진거죠 5. 더 이상 떠나...지마라 6. 바보같이 7. 얼마나 사랑하는지(feat.비) 8. 마음과 다른 말 9. 그가 멀어질 때 10. 잊을 수 없네요 - 2005년 2집 《2별》 1. 별 (別)(intro.) 2. 다른사람 3. 안부 (Duet With 나윤권) 4. 내 남자의 여자 친구 5. Saving My Best For You 6. 이젠 내게 7. 나쁜저주 8. 2+1 9. 각자의 길 10. 고마워할게요 11. I Think I 12. I Love You 13. 나를 봐요 14. 끝...(outro.) 15. 안부(Inst.) - 2006년 3집 《눈물샘》 1. 아무렇지 않게 2. 눈물샘 3. 괜찮은 오늘 (Feat. MC몽) 4. 우린 5. 슬픈 건망증 6. 큐피트 7. 그대라는 사람은 8. Forever Love 9. Stay By My Side 10. 버려야 할 것들 11. 만나러가는길 (Feat. Double K) 12. 곁에서만 들리는 (이별대세 O.S.T.) 13. 설레임 (이별대세 O.S.T.) - 2006년 《물풍선 (Digital Single)》 1. 물풍선 (12월 32일 그 이후) 2. Yes I Am 별 3. 서툰기대 4. 그대라는 사람은 (Full Ver.) - 2007년 4집 《Her Story》 1. 미워도 좋아 2. 연애의 정석 (feat.TK) 3. 열한번 4. 물풍선 (12월 32일 그 이후) 5. 세상의반 (feat.HOODY) 6. 단꿈(드라마 '오버더레인보우'OST) 7. Yes I am 8. 투정(feat.Dyna-MIC) 9. 잊혀진 것들 속으로 10. 서툰 기대 11. 마음이 (영화 '마음이'OST) | - 2007년 Special Single Album (Single) 1. 유리잔 2. 가슴은 아니깐 3. Fly Again(9회말2아웃 OST) 4. 멀어진 지금(김형석 with Friends) - 2008년 《The Best》 1. 유리잔 2. 왜모르니 3. 안부 (feat.나윤권) 4. 연애의정석(feat.TK) 5. 눈물샘 6. 큐피트 7. 12월32일 8. 물풍선(12월32일 그 이후) 9. 내 남자의 여자 친구 10. 가슴은 아니깐 11. 얼마나 사랑하는지(feat.비) 12. 바보같이 13. 괜찮은 오늘(feat.MC몽) 14. 버려야 할 것들 15. Yes I am 16. 미워도 좋아 17. I Think I (New Ver.) - 2008년 《창문을 열어놓고(All Star 2집 Vol.2)》 1. 창문을 열어놓고(feat.나윤권) 2. 창문을 열어놓고(inst.) - 2008년 Like A Star_Showcase (Digital Single) 1. 6년동안 2. Kiss Day 3. 6년동안(inst.) - 2008년 Like A Star_Bikini (Digital Single) 1. 비키니 2. 너의 뒤통수 3. 비키니(inst.) - 2009년 5집 《Like A Star_Primary》 1. 6년동안 2. 행복하자 3. 드라마를 보면 4. 안녕 5. 화풀어줘 6. 허밍 7. 니가 떠난다 8. 더 이상 울리지마라 9. 비키니 10. I Love U 11. 말해요 12. Kiss Day 13. Hymn |

## 방송 활동
- 1994년 KBS1 《전국노래자랑》 참가자
- 2002년 ~ 2012년 MBC 《신비한 TV 서프라이즈》 패널
- 2003년 KBS2 《TV는 사랑을 싣고》 - 449회
- 2003년 ~ 2004년 SBS 《압구정 종갓집》 - 백별 역
- 2009년 KBS1 《가족오락관》 초대 손님
- 2009년 SBS《강심장》 초대 손님
- 2012년 tvN 《현장토크쇼 택시》 - 263회
- 2015년 MBC 《미스터리 음악쇼 복면가왕》- 립스틱 짙게 바르고
- 2012년, 2016년, 2017년 MBC 《무한도전》
- 2018년 MBC 《나 혼자 산다》 - 260회
- 2018년 JTBC 《냉장고를 부탁해》 - 205회
- 2018년 SBS 《런닝맨》 - 429회
- 2018년 SBS 《영재 발굴단》 - 184회
- 2018년 SBS 《동상이몽2 너는 내 운명》 - 73회
- 2018년 MBC 《전지적 참견시점》 - 31회
- 2019년 SBS 《미운 우리 새끼》 - 144회
- 2019년 KBS2 《해피투게더 4》 - 610회
- 2020년 SBS 《랜선 집들이 전쟁-홈스타워즈》 - 고정
- 2020년 JEI 재능 TV 《우리아이 JOB생각》 -고정
- 2020년 MBC 《구해줘! 홈즈》 -51회
- 2020년 tvN 《플레이어 2》 - 4회
- 2020년 ~ 2021년 KBS2 《트롯 전국체전》 -고정
- 2021년 채널A 《요즘 가족 금쪽 수업》 -고정
- 2021년 채널A 《요즘 육아 금쪽같은 내새끼》 -61회
- 2021년 SBS Plus 《돈되지》 -고정
- 2021년 EBS1 《당신의문해력시즌1》 -고정
- 2021년 엠넷 《너의 목소리가 보여》 - 3회
- 2022년 tvN 《놀라운 토요일》 - 194회
- 2022년 tvN  《엄마는 아이돌》 - 고정
- 2022년: JTBC 《언니들이 뛴다-마녀체력 농구부》 -고정
- 2022년 SBS 《꼬리에 꼬리를 무는 그날 이야기》- 37회
- 2022년 유튜브•페이스북 《주크박스3》 -고정
- 2022년 SBS funE 《올댓뮤즈2》 -고정
- 2022년: tvN 스토리 《다시, 언니》 -고정
- 2023년 KBS2 《옥탑방의 문제아들》 - 212회
- 2023년 SBS 《런닝맨》 - 642회
- 2023년 SBS 《신발 벗고 돌싱포맨》 - 77회
- 2023년 MBC 《구해줘! 홈즈》 -215회
- 2023년 KBS2 《신상출시 편스토랑》 -191회,194회
- 2024년 유튜브 《핑계고》

### 드라마
- 2024년 JTBC 《놀아주는 여자》 - 송현우의 아내 역 (특별출연)

## 수상
- 2024년 대한민국 퍼스트브랜드 대상 베스트커플 부문 수상 (with 하하)
- 2007년 제15회 한국인기연예대상 시상식 신세대 10대 가수상[2]
- 2006년 한류대상 드라마 OST 부문 1위[3]
- 2002년 SBS 가요대전 - 신인상

## 같이 보기
- 하하
- 박진영